# Kanton Rodez-Est
Kanton Rodez-Est (francouzsky Canton de Rodez-Est) je francouzský kanton v departementu Aveyron v regionu Midi-Pyrénées. Tvoří ho tři obce.

## Obce kantonu
- Le Monastère
- Rodez (východní část)
- Sainte-Radegonde